# Теодор Лейтвайн
Теодор Ґоттгільф Лейтвайн (нім. Theodor Gotthilf Leutwein; 1849–1921) — німецький колоніальний адміністратор, військовик. Управляв Німецькою Південно-Західною Африкою з 1894 по 1904 роки (спершу як командувач Імператорськими Силами Безпеки (нім. Schutztruppe), а з 1898 року як губернатор).

## Біографія
Народився 1849 року у місті Штрюмпфельбрунн у Великому герцогстві Баден. У 1868 році він приєднався до армії Пруссії. У 1893 році дослужився до звання майора. У 1894 році замінив Керта фон Франсуа на посаді командувача Імператорськими Силами Безпеки. За час перебування на посаді Лейтвайн створив децентралізовану адміністрацію з трьома регіональними центрами — Віндгук, Очимбінгве та Кітмансхуп. Побудував першу залізницю між Віндгуком та морським портом Свакопмунд. У 1899 році отримав звання підполковника, а в 1901 році полковника.
Його політика з корінними африканцями, яку він назвав «системою Лейтвайна», була сумішшю дипломатії «поділу і управління» та військового примусу. Його стосунки з корінними племенами нама та гереро були помірними, і німецькі колоністи часто критикували за поблажливість до африканців. У 1904 році відбулося повстання гереро, що стало початком кінця його колоніального керівництва. Незабаром Вільгельм II замінив Лейтвайна генералом Лотаром фон Тротою.
У 1906 році Лейтвайн опублікував автобіографію «Одинадцять років як губернатор у Німецькій Південно-Західній Африці» (нім. Elf Jahre als Gouverneur in Deutsch-Südwestafrika). Помер 1921 року у Фрайбурзі.